# Cladonia angustata
Cladonia angustata är en lavart som beskrevs av Nyl. Cladonia angustata ingår i släktet Cladonia och familjen Cladoniaceae.   Inga underarter finns listade i Catalogue of Life.